# Râul Cimpoiașa
Râul Cimpoiașa este un curs de apă, afluent al râului Fântâna.

## Hărți
- Harta județului Maramureș
- Harta Munții Rodnei  Arhivat în 22 iulie 2020, la Wayback Machine.